# Lac de Lavaud
Der Lac de Lavaud ist ein in zwei Staustufen geteilter Stausee am Oberlauf der Charente in Frankreich. Die Staumauern wurden im Jahr 1989 fertiggestellt.

## Geographie
Der auf 221 Meter Meerhöhe liegende Stausee erstreckt sich über das Gemeindegebiet der Kommunen Lésignac-Durand, Saint-Quentin-sur-Charente, Pressignac, Verneuil und Massignac im Département Charente sowie über das Gemeindegebiet der Kommune Videix im Département Haute-Vienne. Der namensgebende Weiler Lavaud und die nördliche Hauptstaumauer befinden sich etwa 2 Kilometer südöstlich von Saint-Quentin. Rund 3,5 Kilometer weiter westlich liegt der Stausee Lac du Mas Chaban. Beide Stauseen bilden zusammen die Lacs de Haute-Charente.
Die D 160 von Verneuil nach Pressignac teilt den Lac de Lavaud in zwei Hälften, wobei der obere Stausee nur etwa 1,5 Kilometer und der untere 3,6 Kilometer lang ist. Der obere Stausee ist außerdem in zwei Arme aufgespalten, wobei der rechte dem Flusslauf der Charente und der linke dem der Treize stromaufwärts folgt. Der obere Stausee wird durch einen Damm aus grobem Blockwerk, über den die D 160 verläuft, zurückgehalten. Am Nordende des Damms drainiert der obere Stausee mittels eines betonierten Überlaufs unterhalb der D 160 hindurch in den unteren Stausee.

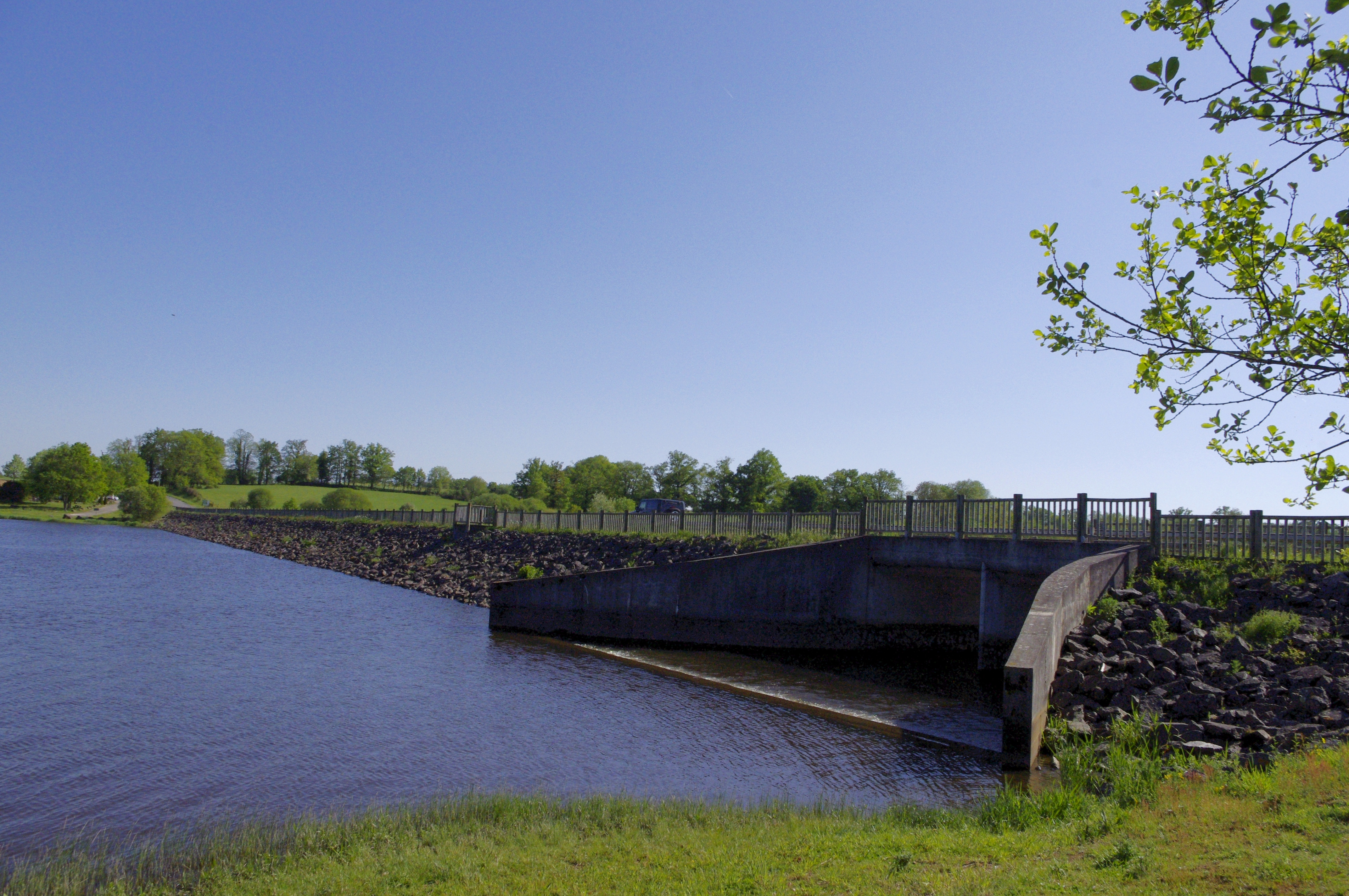
Der Auslauf des oberen Stausees an der von Verneuil kommenden D 160

Das Einzugsgebiet der Charente oberhalb vom Lac de Lavaud beträgt rund 40 Quadratkilometer, als weiterer linksseitiger Zufluss fungiert die aus südlicher Richtung zuströmende Treize. Das aufgestaute Volumen beläuft sich insgesamt auf 7,8 Millionen Kubikmeter. Die Abflussmengen schwanken zwischen 69 und maximal 2000 Liter pro Sekunde. 
Der Stausee hat eine regulierende Funktion – im Sommerhalbjahr werden durch ihn Trockenperioden überbrückt und in den Regenzeiten Hochwasser eingeschränkt. Die umliegende Landwirtschaft ist zur künstlichen Bewässerung der Felder auf ihn angewiesen.

## Geologie
Der Lac de Lavaud liegt vollständig im kristallinen Grundgebirge des nordwestlichen Massif Central. Überwiegend sind dies plagioklashaltige Paragneise der Unteren Gneisdecke. Am oberen Stausee steht bei La Chassagne und La Guerli der Saint-Gervais-Granit an. Es handelt sich hierbei um einen rötlich gefärbten, kalkalkalischen Granit/Granodiorit. Eine Besonderheit stellt ein kleines isoliertes Vorkommem von Impaktbrekzien des Rochechouart-Typs südlich von Lavaud dar. Es stammt vom rund 200 Millionen Jahre alten Krater von Rochechouart-Chassenon und ist durch eine Entfernung von gut 3 Kilometern von der weiter östlich liegenden, geschlossenen Impaktdecke von Videix getrennt. Seine Existenz vergrößert somit den bisher bekannten Radius des Kraters.

## Tourismus
Der Stausee hat insbesondere in den Sommermonaten einen Anstieg der Besucherzahlen in dieser dünn besiedelten und rein landwirtschaftlichen Region bewirkt. Die touristische Erschließung konzentrierte sich vor allem auf den oberen Stausee, der mittlerweile zwei Badestrände (La Guerlie und La Chassagne), zwei Restaurants, ein Bistro, einen Campingplatz, eine Ferienwohnungssiedlung und einen Verleih für Segelboote und Windsurfer aufzuweisen hat. Bedingt durch die trockenheißen Sommer der vergangenen Jahre, haben sich jedoch Probleme mit der Wasserqualität durch vermehrte Cyanobakterien ergeben, daher musste der Badebetrieb ab 2016 teilweise eingestellt werden. 